# West Coast (Südafrika)
West Coast (englisch West Coast District Municipality, afrikaans Weskus-distriksmunisipaliteit, deutsch: „Westküste“) ist ein Distrikt innerhalb der südafrikanischen Provinz Westkap. Der Sitz der Distriktverwaltung befindet sich in Moorreesburg. Bürgermeister ist John Harold Cleophas.
Der Name des Distrikts beschreibt dessen geografische Lage, er umfasst die Westküste der Provinz Western Cape.

## Gliederung
Die Distriktgemeinde wird von folgenden Lokalgemeinden gebildet:
- Bergrivier
- Matzikama
- Saldanha Bay
- Swartland
- Cederberg

## Nachbargebiete
Nachbardistrikte bzw. angrenzende Metropolgemeinde sind:
- Namakwa, Provinz Nordkap
- Cape Winelands
- Metropolgemeinde Kapstadt

## Demografie
Im Jahr 2011 hatte der Distrikt 391.766 Einwohner in 106.781 Haushalten auf einer Gesamtfläche von 31.118,67 km². Davon waren 66,58 % Coloureds, 16,36 % schwarz, 15,71 % weiß, 0,56 % Asiaten bzw. Inder und 0,79 % andere.